# Green Bluff
Green Bluff – jednostka osadnicza w Stanach Zjednoczonych, w stanie Waszyngton, w hrabstwie Spokane.